# Левитский, Иван Стахиевич
Иван Стахиевич Левитский (1907—1994) — российский учёный в области ремонта машин и сельскохозяйственной техники. Доктор технических наук, профессор, заслуженный деятель науки и техники РСФСР.
Родился в с. Пленино Николаевской губернии на Украине (ныне Кировоградская область, Каменский район). Окончил Киевский институт механизации и электрификации сельского хозяйства (1929).
Послужной список:
- 1929—1932 инженер-механик в совхозе «Краснореченский» Зернотреста
- 1933—1941 зав. лабораторией в МИМЭСХ, преподаватель (с 1940 доцент) на кафедре ремонта
- 1941—1945 служил в РККА, участник войны (с 1942 г. в плену)
- 1945—1962 доцент кафедры ремонта машин МИМЭСХ
- с 1962 профессор кафедры ремонта сельскохозяйственных машин ВСХИЗО, в 1963—1982 зав. кафедрой, в 1966—1969 декан инженерного факультета.

Доктор технических наук (1961), профессор (1962), заслуженный деятель науки и техники РСФСР.
Автор учебника: Организация ремонта и проектирование сельскохозяйственных ремонтных предприятий [Текст] : учебник / И. С. Левитский. — 3-е изд., перераб. и доп. — М. : Колос, 1977. — 240 с. — (Учебники и учебные пособия для высших сельскохозяйственных учебных заведений).
Награждён орденами Октябрьской Революции, Отечественной войны II степени, медалями «За победу над Германией», «В память 800-летия Москвы», «За доблестный труд к 100-летию В. И. Ленина», «60 лет вооруженных сил СССР», серебряной медалью ВДНХ.
В 1998 году его имя присвоено кафедре надежности и ремонта машин ВСХИЗО.